# GSC2004-242
GSC2004-242 — хімічно пекулярна зоря спектрального класу B6, що має видиму зоряну величину в смузі V приблизно 10,1.
Вона  розташована на відстані близько 707,5 світлових років від Сонця.

## Пекулярний хімічний склад
GSC2004-242 належить до Хімічно пекулярних зір з пониженим вмістом гелію 
й в її  зоряній атмосфері спостерігається нестача He у порівнянні з його вмістом в атмосфері Сонця.